# Gare de Villeneuve-sur-Yonne
Gare de Villeneuve-sur-Yonne vasútállomás Franciaországban, Villeneuve-sur-Yonne településen.

## Vasútvonalak
Az állomást az alábbi vasútvonalak érintik:
- Párizs–Marseille-vasútvonal

## Kapcsolódó állomások
A vasútállomáshoz az alábbi állomások vannak a legközelebb:
- Gare d’Étigny - Véron
- Gare de Saint-Julien-du-Sault